# La Rodia
Ne doit pas être confondu avec Rhodia.
La Rodia est une salle de concert française située à Besançon dans le département du Doubs et en région Bourgogne-Franche-Comté. 

## Présentation
Le nom de La Rodia est dû à son emplacement sur l'ancien site de l'usine Rhodia dans le quartier des Prés-de-Vaux.

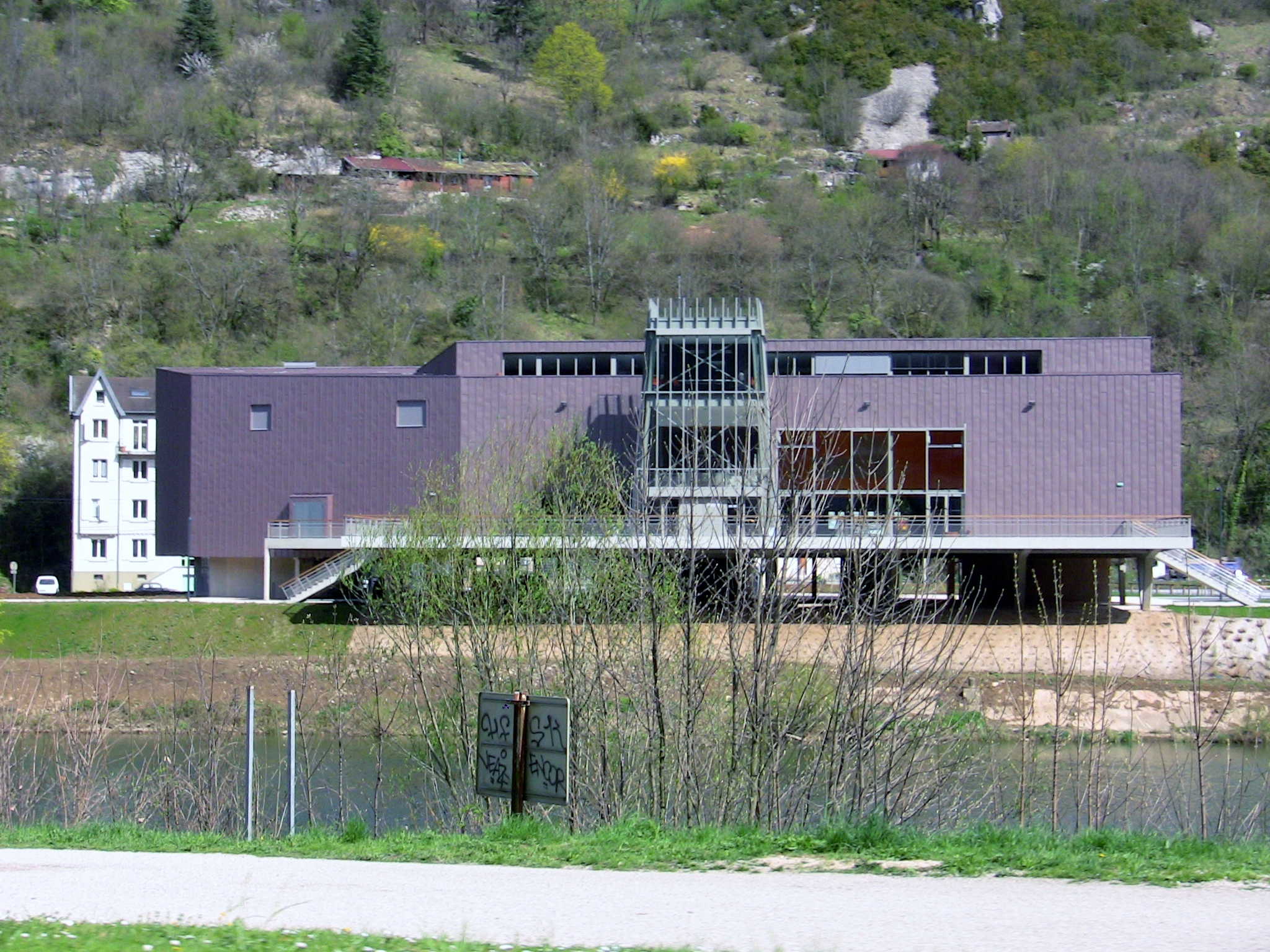

Son inauguration a eu lieu le 27 janvier 2011.
Cet équipement culturel est composé de salles de concerts et d'enregistrements :
- un club de 320 places ;
- une grande salle de 1 100 places ;
- deux studios de répétition avec possibilité d'enregistrement ;
- un espace de documentaires et de formation aux métiers artistiques.

La Rodia est labélisée scène de musiques actuelles par le Ministère de la Culture. 